# Cramerton
Cramerton é uma cidade  localizada no estado norte-americano de Carolina do Norte, no Condado de Gaston.

## Demografia
Segundo o censo norte-americano de 2000, a sua população era de 2976 habitantes.
Em 2006, foi estimada uma população de 3046, um aumento de 70 (2.4%).

## Geografia
De acordo com o United States Census Bureau tem uma área de
10,0 km², dos quais 9,3 km² cobertos por terra e 0,7 km² cobertos por água.

## Localidades na vizinhança
O diagrama seguinte representa as localidades num raio de 8 km ao redor de Cramerton.